# Shirley Florián
Shirley Florián (27 luglio 1991) è una pallavolista venezuelana naturalizzata portoricana, centrale delle Cangrejeras de Santurce.

## Carriera

### Club
La carriera di Shirley Florián inizia nella formazione statale dello Zulia, prendendo parte ai tornei amatoriali venezuelani. Nella stagione 2013 gioca per la prima volta all'estero, ingaggiata a Porto Rico dalle Valencianas de Juncos, nella Liga de Voleibol Superior Femenino, senza però concludere l'annata; in seguito resta nell'isola per motivi di studio, facendo quindi parte della squadra di pallavolo femminile universitaria della Metropolitana.
Nel campionato 2017 torna a giocare a livello professionistico, ingaggiata dalle Criollas de Caguas, altra franchigia della Liga de Voleibol Superior Femenino, dove viene schierata come giocatrice locale e vince lo scudetto. Dopo due anni di assenza, torna a giocare nel campionato 2020, ingaggiata dalle Llaneras de Toa Baja: col trasferimento della sua franchigia a San Juan, nel campionato seguente gioca per le Sanjuaneras de la Capital.
Dopo un'annata di inattività, torna in campo per la Liga de Voleibol Superior Femenino 2023 con la franchigia di San Juan, ora denominata Cangrejeras de Santurce, con cui vince uno scudetto.

### Nazionale
Giovanissima entra a far parte della nazionale venezuelana, partecipando anche ai Giochi della XXIX Olimpiade di Pechino.

## Palmarès

### Club
- Campionato portoricano: 2

2017, 2024